# خانه داراب قرهی
خانه ابوتراب قرهی مربوط به دوره قاجار است و در شهرستان اصفهان، بخش کوهپایه، روستای تاریخی قهی واقع شده و این اثر در تاریخ ۲۲ مرداد ۱۳۸۴ با شمارهٔ ثبت ۱۳۰۸۲ به‌عنوان یکی از آثار ملی ایران به ثبت رسیده است.